# Estádio Dr. Magalhães
O Estádio Dr. Magalhães é um estádio de futebol localizado na cidade de Dianópolis, no estado de Tocantins, pertence ao Governo Municipal e tem capacidade para 1.500 pessoas.